# Блатенське князівство

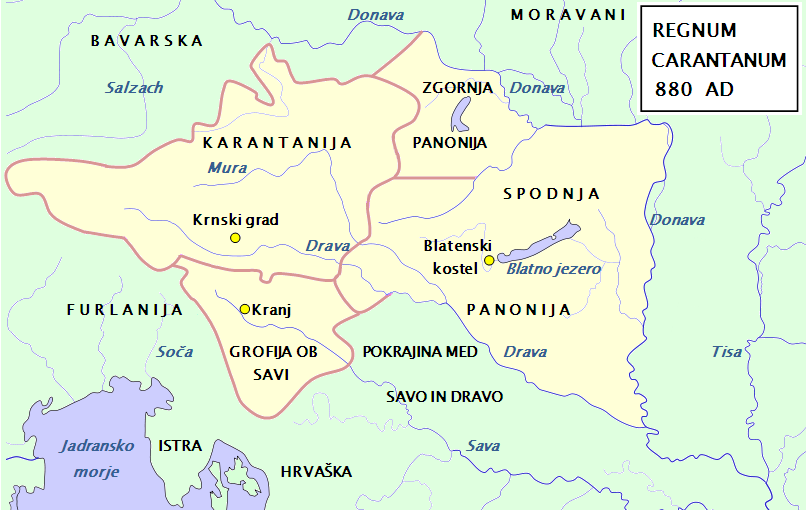
Територія Блатенського князівства (Spodnja Panonija)

Блатенське князівство також відоме, як Панонське князівство (словац. Blatenské kniežatstvo, словен. Spodnja Panonija, болг. Блатенско княжевство, угор. Balatoni Fejedelemség) (839/840 — 876) — слов'янська держава в районі Блатенського озера (сучасне озеро Балатон на території Угорщини) зі столицею у місті Блатноград. Займало територію між Дравою на півдні, Дунаєм на сході, Грацом на заході та Веспремом на півночі.

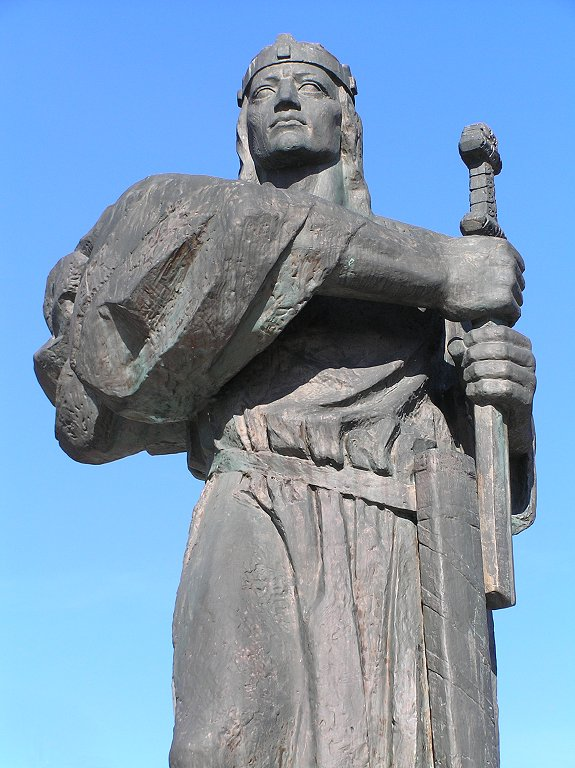

## Історія

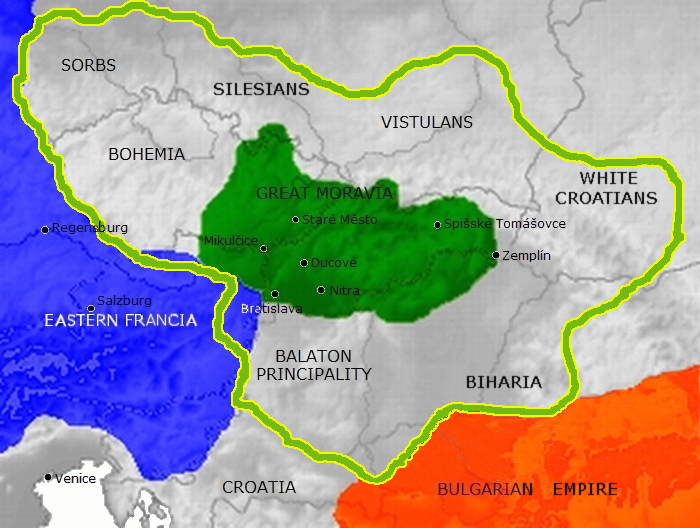
Великоморавія часів Ростислава та Святополка

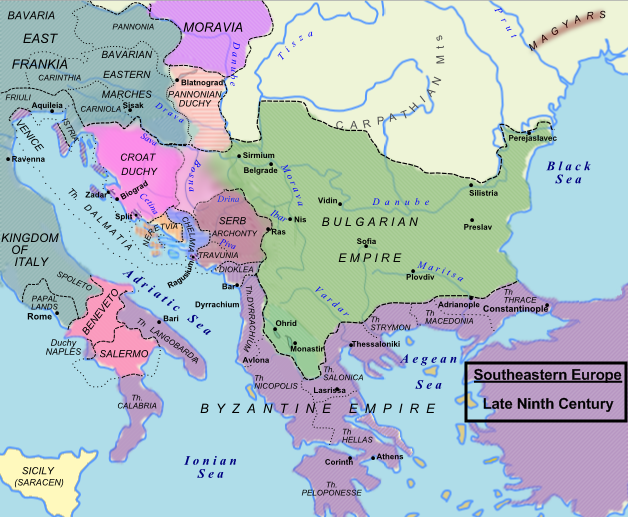
Балкани у 850 році, підписано Панонське князівство

Давньослов'янські державні утворення на цих теренах починають формуватись з V ст. н. е. Блатенське князівство було утворено близько 839 року, коли король Східної Франконії Людовик II надав на нього лен князю Прибіну, який перед тим подорожував Центральною Європою після того, як князь Моймир I вигнав його та його прихильників з Нітранського князівства у 833 році. У 847 році князь Прибіна отримав князівство в особисте спадкове володіння.
За правління сина Прибіни князя Коцеля ці терени відвідали Кирило і Мефодій, прямуючи до Риму, і це, разом із відновленням місцевого єпископства, сприяло більшій самостійності князівства, яке стало одним із центрів Слов'янської освіти.
Після смерті князя Коцеля, 876 року князівство було знову включено до складу Східно-Франкської імперії під правлінням Арнульфа Каринтійського.
У 884—894 роках, після битви на річці Раба, князівство увійшло до складу Великої Моравської імперії під проводом володаря Святополка I.
У 896 році правитель Східної Франконії Арнульф надав Блатенське князівство як лен хорватському князю Браславу.

Але вже 901 року територія була окупована угорцями, а князь Браслав загинув захищаючи князівство від нападу загарбників. Територія князівства увійшла до складу Угорщини та зникла як незалежне утворення.
У X—XII століттях більша частина місцевого західно-слов'янського населення зазнала ранньої мадяризації, а в західній його частині (Бургенланд) — германізації, хоча невелика його частина, що пізніше ідентифікувала себе як хорвати, зберігалася дисперсним розселенням у сільській місцевості цього регіону аж до кінця XIX століття.

## Склад

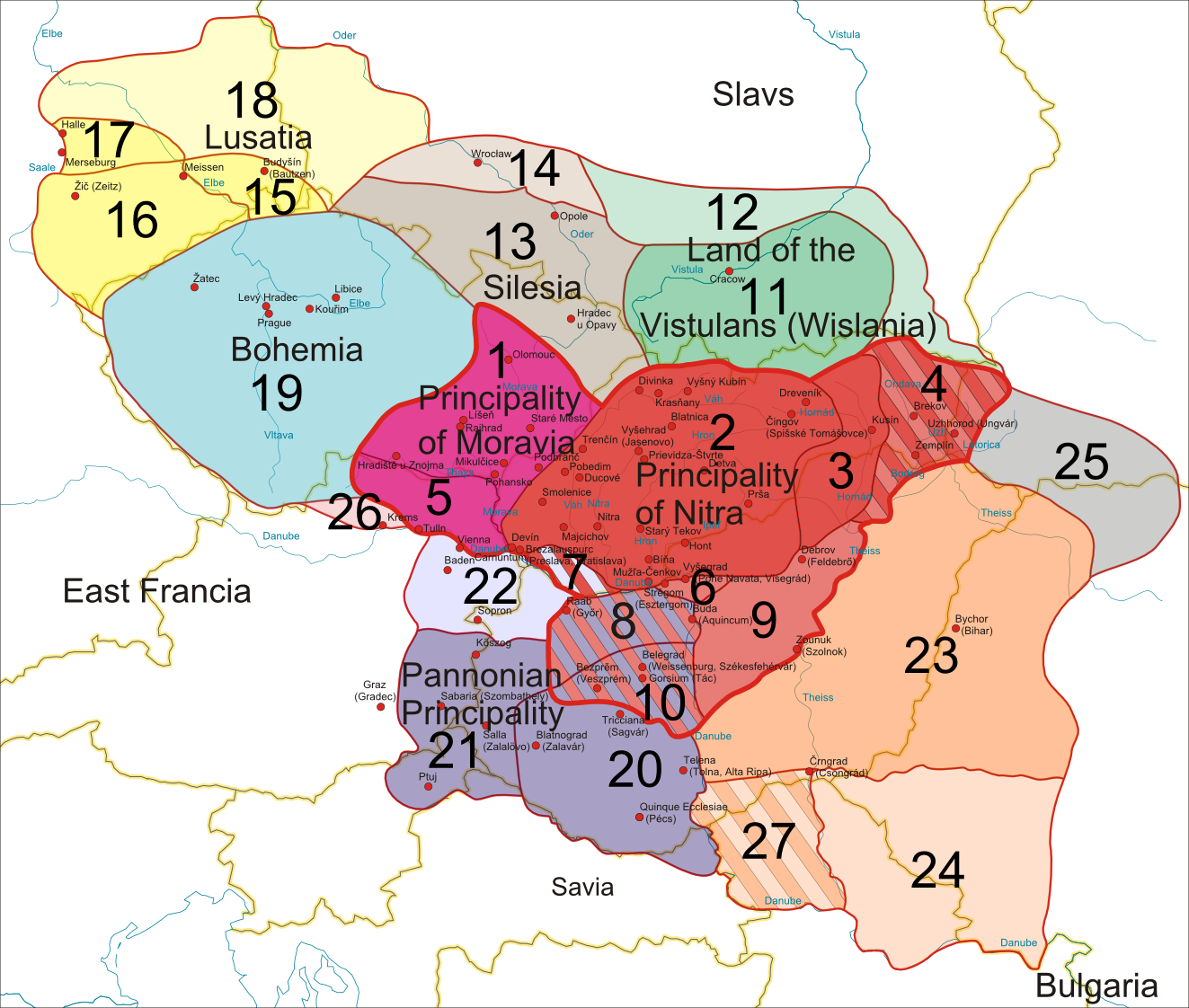
Блатенське князівство поряд з Великоморавією (див. цифри 20, 21, 22, 8 та 10)

Князівство складалось з декількох графств:
- Блатенського, між Веспремом та Дравою
- Птуйського, біля міста Птуй
- Дудлебського, між Грацом та Блатноградом
- ймовірно, Етгарового, між Кесегом та Клостернойбургом

## Наслідки

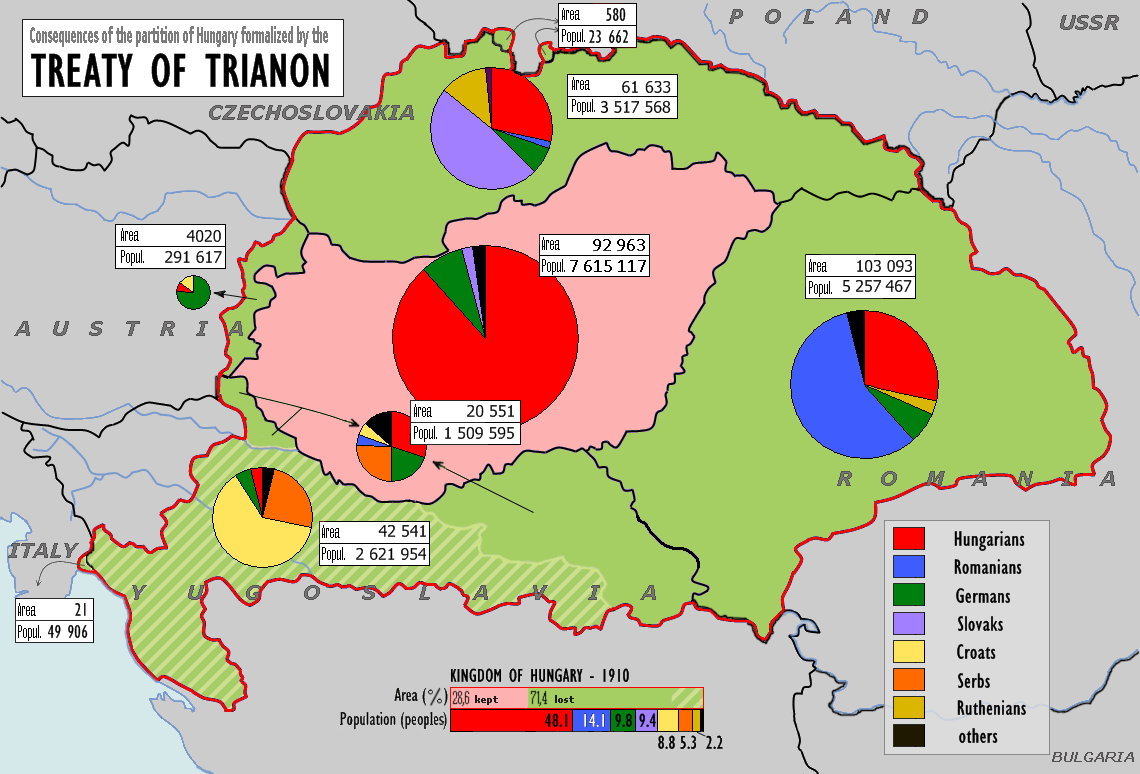
Угорщина по Тріанонському договору 1920

Згодом інтенсивний процес германізації і мадяризації призвів до значного скорочення на цій території слов'янського населення до початку XX століття. Так, з 1 171 000 мешканців краю в 1910 р. (перепис), 662 000 (56,5 %) назвали рідною угорську мову; 220 000 (18,8 %) — слов'янські говірки близькі до сербо-хорватської мови і близько 289 000 (24,7 %) — німецьку (серед них були як євреї, так і етнічні німці).
У період свого розквіту князівство було свого роду сполучною ланкою між західними (Велика Моравія на півночі) та південними (на Балканах) слов'янськими народами, зруйнованою угорськими нашестям.
У 1919 на Паризькій мирній конференції обговорювалися підсумки Першої світової війни та етно-територіальні проблеми нових незалежних держав. Зокрема, планувалося створити вузький 30-кілометровий коридор для остаточного розмежування Австрії й Угорщини, який би сполучав західних (словаків у рамках Чехословаччини) та південних слов'ян (словінців у рамках Югославії). Але проект не знайшов підтримки в більшості країн-учасників конференції, а тому був відхилений.